# Llei 2/2017, de 3 de febrer, de la Generalitat, per la funció social de l'habitatge de la Comunitat Valenciana
La Llei 2/2017, de 3 de febrer, de la Generalitat, per la funció social de l'habitatge de la Comunitat Valenciana és una llei d'àmbit del territori valencià que pretén fer complir el dret a un habitatge recollit a la Constitució espanyola del 1978 intentant que, dins de les competències de la Generalitat Valenciana, s'eviten els desnonaments d'habitatges.
Aquesta llei troba precedents al nivell de comunitat autònoma a Andalusia i Catalunya i pretén "garantir el dret a l'habitatge i contempla, entre altres aspectes, mecanismes per evitar els desnonaments i la creació d'un registre d'habitatges buits al que els bancs i les seues filials immobiliàries estaran obligats a inscriure el seu stock d'immobles". "Pretén, en tot cas, acordar i concertar amb els grans propietaris la cessió [dels] pisos buits per a lloguer social". Aquesta llei formava part d'un dels compromisos de l'Acord del Botànic. El Consell reservà el 2016 uns 5,9 milions d'euros als Pressupostos de la Generalitat Valenciana per a la, aleshores, llei de funció social de l'habitatge. El projecte de llei fou aprovat el 2016 pel Ple del Consell de la Generalitat Valenciana i la llei fou aprovada el gener de 2017.
Els partits polítics que la impulsaren foren PSPV-PSOE, Compromís i Podem. Ciutadans estaven en contra de parts del text perquè invadia competències de l'estat central i el Partit Popular de la Comunitat Valenciana hi estava totalment en contra. Els articles que entraven en conflicte amb la competència estatal tractaven sobre el desnonament. El govern de Mariano Rajoy (Partit Popular) va recórrer el 2017 al Tribunal Constitucional per tombar una quantiat d'articles de la llei (23 articles de 37). Aquest recurs fou criticat negativament pel Consell. El recurs suposà el cancel·lament cautelar durant 6 mesos fins que el Tribunal de Garanties anuncià l'alçament del cancel·lament el 28 de març de 2018.
El Tribunal Constitucional estimà el recurs del govern espanyol de M. Rajoy i declarà inconstitucionals el 5 de juliol de 2018 l'article 6.1 i el 23.5. Declarà constitucional l'article 5. El nou govern espanyol no tingué temps a reitrar el recurs. El president de la Generalitat Valenciana Ximo Puig reaccionà a la sentència dient que continuarien "garantint l'accés a l'habitatge a totes aquelles persones que ho necessiten". El PPCV demanà la dimissió de la consellera d'Habitatge, María José Salvador, perquè interpretaren la sentència com a evidència de que la seua gestió era pèssima.